# Вилетац (Долина Аосте)
Вилетац је насеље у Италији у округу Долина Аосте, региону Долина Аосте.
Према процени из 2011. у насељу је живело 15 становника. Насеље се налази на надморској висини од 1109 м.